# Ali Abdi Farah (trener)
Ali Abdi Farah – somalijski trener piłkarski.

## Kariera trenerska
Od października 2003 do grudnia 2005 roku oraz od września 2008 do grudnia 2009 roku prowadził narodową reprezentację Somalii.